# 840

## Narození
- Císař Michael III.

## Úmrtí
- Císař Ludvík Pobožný

## Hlavy státu
- Velkomoravská říše – Mojmír I.
- Papež – Řehoř IV.
- Anglie
  - Wessex a Kent – Ethelwulf
- Franská říše – Ludvík I. Pobožný + Lothar I. Franský
- První bulharská říše – Presjan
- Byzanc – Theofilos
- Svatá říše římská – Ludvík I. Pobožný + Lothar I. Franský
- Japonské císařství – Ninmjó